# Trichoblemma badia
Trichoblemma badia là một loài bướm đêm trong họ Noctuidae.